# شاخص ووب
شاخص ووب (Wobbe Index) یا عدد ووب، نشان‌دهنده قابلیت تعویض یا جایگزینی معادل برای گازهای سوختی مانند گاز طبیعی، گاز مایع (LPG) و گاز شهری است و به‌طور مکرر در صنعت تأمین و انتقال گاز استفاده می‌شود.
اگر {\displaystyle V_{C}} ارزش حرارتی بالا و {\displaystyle G_{S}} چگالی مخصوص باشد، شاخص ووب، {\displaystyle I_{W}} ، به صورت زیر تعریف می‌شود:
{\displaystyle I_{W}={\frac {V_{C}}{\sqrt {G_{S}}}}.}
{\displaystyle G_{S}={\frac {\rho _{STP}}{\rho _{air,STP}}}={\frac {M}{M_{air}}}}
{\displaystyle \rho _{STP}} چگالی گاز در شرایط استاندارد است که تعریف آن در سال ۱۹۸۲ بازبینی شد. داده‌های منتشر شده برای شاخص ووب ممکن است بر اساس دمای ۰، ۱۵، ۱۵٫۵۶، ۲۰ یا ۲۵ درجه سانتی گراد بیان شود.
دستورالعمل‌های اتحادیه اروپا در مورد استفاده از کیفیت گاز بر مبنای دمای ۱۵ درجه سانتیگراد و مطابق با استاندارد ISO 13443 و ISO 6976 می‌باشد.
{\displaystyle \rho _{air,STP}} چگالی هوا در شرایط استاندارد است، {\displaystyle M} جرم مولی گاز است و {\displaystyle M_{air}} جرم مولی هوا است که حدود ۲۸٫۹۶ کیلوگرم بر کیلومول است.
شاخص ووب برای مقایسه انرژی حاصل از احتراق گازهای سوختی با ترکیبات مختلف در یک دستگاه (آتش، اجاق گاز و غیره) استفاده می‌شود. اگر دو سوخت، دارای شاخص‌های ووب یکسان در شرایط فشار یکسان باشند، در این صورت انرژی خروجی نیز یکسان خواهد بود.
شاخص ووب یک عامل حیاتی برای به حداقل رساندن تأثیر تغییر سوخت در هنگام تجزیه و تحلیل استفاده از سوخت‌های جایگزین گاز طبیعی (SNG) مانند پروپان- هوا است.
ایده تعریف شاخص ووب در دهه ۱۹۲۰ توسط فیزیکدان و مهندس ایتالیایی به نام گوفرودو ووب (Goffredo Wobbe) مطرح شد.

## شاخص ووب گازهای سوختی رایج[۳]
توجه داشته باشید که شاخص‌های ووب در جدول زیر بر مبنای دمای ۱۵ درجه سانتی گراد محاسبه نشده‌اند:
| Fuel gas        | Upper index kcal/Nm³ | Lower index kcal/Nm³ | Upper index MJ/m³ | Lower index MJ/m³ |
| --------------- | -------------------- | -------------------- | ----------------- | ----------------- |
| Hydrogen        | 11,528               | 9,715                | 48.23             | 40.65             |
| Methane         | 12,735               | 11,452               | 53.28             | 47.91             |
| Ethane          | 16,298               | 14,931               | 68.19             | 62.47             |
| Ethylene        | 15,253               | 14,344               | 63.82             | 60.01             |
| Natural gas     | 12,837               | 11,597               | 53.71             | 48.52             |
| Propane         | 19,376               | 17,817               | 81.07             | 74.54             |
| Propylene       | 18,413               | 17,180               | 77.04             | 71.88             |
| n-butane        | 22,066               | 20,336               | 92.32             | 85.08             |
| Iso-butane      | 21,980               | 20,247               | 91.96             | 84.71             |
| Butylene-1      | 21,142               | 19,728               | 88.46             | 82.54             |
| LPG             | 20,755               | 19,106               | 86.84             | 79.94             |
| Acetylene       | 14,655               | 14,141               | 61.32             | 59.16             |
| Carbon monoxide | 3,060                | 3,060                | 12.80             | 12.80             |

توجه: ۱ ژول = ۲٫۳۹۰۱ کیلوکالری

## کاربرد
شاخص ووب بر حسب MJ/Nm³ (که در آن 'Nm³' نشان دهنده حجم در در شرایط نرمال است) یا گاهی اوقات بر حسب BTU/scf بیان می‌شود.
در مورد گاز طبیعی (با جرم مولی ۱۷ گرم بر مول)، ارزش حرارتی حدود ۳۹MJ/Nm³ (یا ۱٬۰۵۰BTU/scf) و وزن مخصوص حدود ۰٫۵۹ است؛ بنابراین شاخص ووب حدود ۵۱MJ/Nm³ (۱۳۶۷ BTU/scf) خواهد بود.

## محدودیت‌ها
با وجود مفید بودن شاخص ووب، اما به تنهایی نشانگر خوبی از قابلیت تعویض دو یا چند گاز یا مخلوطی از آنها نیست. لازم است معیارهای دیگری را در هنگام تعیین جایگزینی یک سوخت با سوخت دیگری که برای تنظیم سیستم احتراق استفاده می‌شود، در نظر داشت.